# 이디 팰코
이디스 "이디" 팰코(Edith "Edie" Falco, 1963년 7월 5일 ~ )는 미국의 배우이다. 드라마 《간호사 재키》에서 주인공 재키 페이턴으로 출연했다.

## 영화
- 브로드웨이를 쏴라
- 어딕션
- 퓨너럴 (영화)
- 캅 랜드
- 프리덤랜드
- 메건 리비 (영화)
- 아바타: 물의 길 - 아드모어 사령관 역
- 아바타 3

## 텔레비전
- 오즈 (드라마)
- 소프라노스
- 30 ROCK
- 간호사 재키